# 酬勤水庫
酬勤水庫為一座位於臺灣臺東縣綠島鄉公館村的小型自來水供水水庫，是為綠島地區較可靠且為主要之水源，目前由行政院經濟部水利署自來水公司第十區管理處進行管理以及維護。

## 沿革
酬勤水庫最初為流麻溝上游的流麻溝堰，流麻溝堰是在1981年於綠島地區完成一座低型攔河堰，自來水公司於1982年接管開始營運供水，負責供給綠島地區民生及觀光飲用水。然而，在營運期間遭逢枯水期供水量嚴重不足，無法滿足綠島地區居民及觀光快速發展之需求，經當時臺灣省政府水利局提報列入全國24座適合興建攔河堰計畫－「綠島麻流溝堰工程」規劃，並於1994年1月發包施工，整體工程於1996年11月完工，並於1997年6月正式啟用供水。

## 設施

### 大壩
類型為混凝土重力壩，長度58.5公尺，壩高23.5公尺，壩頂寬度4公尺，壩頂標高27.3公尺。

### 溢洪道
設於大壩中央為自由溢流階梯式消能工，寬度23.5公尺，堰頂標高18.7公尺。

### 河道放水口
位於大壩底部，設直徑1公尺圓形進口控制閘門一座，底檻標高7公尺，銜接直徑1公尺洩水管，下游出口設直徑1公尺出口控制閥門一座，底檻標高6公尺，最大放流量達每秒7.56立方公尺。

### 靜水池
位於溢洪道下方，長度20公尺，寬度由12公尺漸變至6公尺，底版標高3.8公尺，尾檻標高為6公尺及4.8公尺，設計尾水位為7.2公尺。

### 下游放水路
位於靜水池下游，長度271公尺，渠道斷面型式為明渠、單孔箱涵及雙孔箱涵，設計流量42秒立方公尺。

## 改善工程
- 水質改善工程[3]

在水庫完工後因集水區植被茂盛，一遇大雨即將落葉枯枝沖刷入水庫內，造成腐植質淤積。
台東縣環保局於2003年至2005年間藉由離島建設基金補助經費執行監測綠島淨水場水源水質及自來水水質發現酬勤水庫於夏天時有優養化現象，冬天時水庫中的腐爛樹木及樹葉容易產生腐植質，水源水質「總有機碳」較容易出現異常情形，其中於2005年執行「綠島及蘭嶼鄉飲用水品質監測計畫」，發現「總有機碳」項目未符合標準，發現後立即請自來水公司第十區管理處針對「總有機碳」項目提出該場飲用水水源水質改善計畫書，著手進行改善。
自來水公司第十區管理處於2006年2月開始執行改善計畫，主要區分為水庫撈除落葉雜物專用碼頭、分層取水、加強混凝、電腦自動加藥、水質自動監控儀器及CCTV監視器等設備，總投入工程經費約新台幣767萬元。
- 清淤工程[4]

於2013年自來水公司的以人工方式進行酬勤水庫清淤工程，總共耗資新台幣2300萬元。